# 100 meter fjärilsim för damer i simning vid olympiska sommarspelen 2004
Sammanställda resultaten för 100 meter fjärilsim, damer vid de Olympiska sommarspelen 2004.

## Rekord
| Världs- och Olympiskt rekord | Inge de Bruijn (Nederländerna) | Sydney, Australien | 56,61 | 17 september 2000 |

## Medaljörer
| Guld:                     | Silver:                   | Brons:                        |
| Petria Thomas, Australien | Otylia Jędrzejczak, Polen | Inge de Bruijn, Nederländerna |

## Resultat
Från de 5 kvalheaten gick de 16 snabbaste vidare till semifinal.
Från de två semifinalerna gick de 8 snabbaste till final.
Alla tider visas i sekunder.

Q kvalificerad till nästa omgång

DNS startade inte.

DSQ markerar diskvalificerad eller utesluten.

### Kval

#### Heat 1
1. Katerina Zubkova, Ukraina 62,22
2. Wan-Jung Cheng, Taiwan 62,94
3. Gulsah Gonenc, Turkiet 64,30
4. Angela Galea, Malta 65,47
5. Marija Bugakova, Uzbekistan 67,08
6. Natasha Sara Georgeos, Saint Lucia 67,94

#### Heat 2
1. Mette Jacobsen, Danmark 59,81 Q
2. Eirini Kavarnou, Grekland 60,43
3. Elizabeth Coster, Nya Zeeland 60,61
4. Joscelin Yeo, Singapore 60,81
5. Maria Papadopoulou, Cypern 62,01
6. Kolbrun Yr Kristjansdottir, Island 62,33
7. Hang-Yu Sze, Hongkong 62,42
8. Kyung-Hwa Park, Sydkorea 62,52

#### Heat 3
1. Martina Moravcova, Slovakien 58,48 Q
2. Rachel Komisarz, USA 59,38 Q
3. Natalia Soutiagina, Ryssland 59,76 Q
4. Alena Poptjanka, Vitryssland 59,77 Q
5. Yuko Nakanishi, Japan 60,16
6. Beatrix Boulsevicz, Ungern 60,18
7. Johanna Sjöberg, Sverige 60,61
8. Vered Borochovski, Israel 60,69

#### Heat 4
1. Otylia Jędrzejczak, Polen 57,84 Q
2. Jenny Thompson, USA 58,77 Q
3. Ambra Migliori, Italien 59,47 Q
4. Yafei Zhou, Kina 59,62 Q
5. Anna-Karin Kammerling, Sverige 59,84 Q
6. Georgina Lee, Storbritannien 60,45
7. Chantal Groot, Nederländerna 60,49
8. Aurore Mongel, Frankrike 60,65

#### Heat 5
1. Petria Thomas, Australien 57,47 Q
2. Inge de Bruijn, Nederländerna 58,47 Q
3. Jess Schipper, Australien 58,57 Q
4. Junko Onishi, Japan 59,22 Q
5. Malia Metella, Frankrike 59,38 Q
6. Franziska van Almsick, Tyskland 59,53 Q
7. Francesca Segat, Italien 60,56
8. Yanwei Xu, Kina 61,53

### Semifinaler

#### Heat 1
1. Otylia Jędrzejczak, Polen 58,10 Q
2. Martina Moravcova, Slovakien 58,66 Q
3. Jenny Thompson, USA 58,91 Q
4. Rachel Komisarz, USA 59,34
5. Ambra Migliori, Italien 59,53
6. Yuko Nakanishi, Japan 59,53
7. Mette Jacobsen, Danmark 59,72
8. Natalia Soutiagina, Ryssland 59,.79

#### Heat 2
1. Inge de Bruijn, Nederländerna 57,50 Q
2. Petria Thomas, Australien 57,93 Q
3. Jess Schipper, Australien 58,63 Q
4. Alena Poptjanka, Vitryssland 58,97 Q
5. Junko Onishi, Japan 59,24 Q
6. Malia Metella, Frankrike 59,28
7. Anna-Karin Kammerling, Sverige 59,33
8. Yafei Zhou, Kina 59,48

### Final
1. Petria Thomas, Australien 57,72
2. Otylia Jędrzejczak, Polen 57,84
3. Inge de Bruijn, Nederländerna 57,99
4. Jess Schipper, Australien 58,22
5. Jenny Thompson, USA 58,72
6. Martina Moravcova, Slovakien 58,96
7. Alena Poptjanka, Vitryssland 59,06
8. Junko Onishi, Japan 59,83

## Tidigare vinnare

### OS
- 1896 - 1952: Ingen tävling
- 1956 i Melbourne: Shelley Mann, USA – 1.11,0
- 1960 i Rom: Carolyn Schuler, USA – 1.09,5
- 1964 i Tokyo: Sharon Stouder, USA – 1.04,7
- 1968 i Mexico City: Lynette McClements, Australien – 1.05,5
- 1972 i München: Mayomi Aoki, Japan – 1.03,4
- 1976 i Montréal: Kornelia Ender, DDR – 1.00,13
- 1980 i Moskva: Caren Metschuck, DDR – 1.00,42
- 1984 i Los Angeles: Mary Meagher, USA – 59,26
- 1988 i Seoul: Kristin Otto, DDR – 59,00
- 1992 i Barcelona: Hong Qian, Kina – 58,62
- 1996 i Atlanta: Amy van Dyken, USA – 59,13
- 2000 i Sydney: Inge de Bruin, Nederländerna – 56,61

### VM
- 1973 i Belgrad: Kornelia Ender, DDR – 1.02,53
- 1975 i Cali, Colombia: Kornelia Ender, DDR – 1.01,24
- 1978 i Berlin: Joan Pennington, USA – 1.00,20
- 1982 i Guayaquil, Ecuador: Mary Meagher, USA – 59,41
- 1986 i Madrid: Kornelia Gressler, DDR – 59,51
- 1991 i Perth: Hong Qian, Kina – 59,68
- 1994 i Rom: Li-min Lui, Kina – 58,98
- 1998 i Perth: Jenny Thompson, USA – 58,46
- 2001 i Fukuoka, Japan: Petria Thomas, Australien – 58,27
- 2003 i Barcelona: Jenny Thompson, USA – 57,96